# Cryptops sarasini
Cryptops sarasini är en mångfotingart som beskrevs av Ribaut 1923. Cryptops sarasini ingår i släktet Cryptops och familjen Cryptopidae. Inga underarter finns listade i Catalogue of Life.